# Thorpe Market
Thorpe Market est un village et une paroisse civile du Norfolk, en Angleterre.